# لندنبرغ
لندنبرغ (بالإنجليزية: Lindenberg (Switzerland))‏ هو أحد جبال سلسلة Lindenberg ويقع في كانتون لوسيرن في سويسرا. يحتل المرتبة رقم 447 في قائمة جبال سويسرا من حيث الارتفاع، إذ يبلغ ارتفاعه حوالي 878 متر، بينما يبلغ ارتفاع نتوء الجبل 358 متر.